# Верчелли
Верче́лли (итал. Vercelli, пьем. Vërsèj) — город в итальянском регионе Пьемонт, на реке Сезия, административный центр одноимённой провинции. Покровителем города считается святой Евсевий. Праздник города — 1 августа.

## История
В древности — Верцеллы (Vercellae), центр одного из племён лигуров. При Верцеллах пересёкший Альпы Ганнибал разбил римлян. В 101 году до н. э. Гай Марий под стенами Верчелли одержал победу над кимврами и спас Италию от варварского нашествия.
В XII и XIII веках Верчелли составлял самостоятельное государство в Ломбардии, в нём установилось республиканское правление. Конец ему положили в 1335 году миланские Висконти.
В 1427 году их сменили савойские правители.
В 1638 году испанцы овладели Верчелли, но, по Пиренейскому миру (7 ноября 1659 года), Верчелли вновь был возвращен Савойе.
Во время войны за испанское наследство французы взяли Верчелли, но в 1706 году союзники снова овладели крепостью, перешедшей Савойе по Утрехтскому миру (11 апреля 1713 года).
В эпоху революционных войн Верчелли в 1796 году был присоединен к Франции, а в 1814 году снова отошел к Савойе.
С провозглашением Виктора-Эммануила королём объединённой Италии (1861 год) Верчелли вошел в её состав.

## Образование
- Университет Восточного Пьемонта

## Достопримечательности
Из достопримечательностей Верчелли наибольшей известностью пользуется соборная церковь, заложенная в IV веке святым Евсевием, имя которого носит и нынешнее здание — преимущественно XVI века постройки. При соборе имеется богатая библиотека, в которой хранится англосаксонская книга Верчелли с рукописью известного «Видения креста». Базилика Святого Андрея была воздвигнута в 1219—1224 годах трудами кардинала Биккьери.

## Культура
С 1950 года в городе ежегодно проходит Международный конкурс имени Виотти, в котором состязаются, главным образом, пианисты и оперные певцы.

## Города-побратимы
- Арль, Франция
- Тортоса, Испания

## Галерея
|                      |  |                |  |                                |
| Базилика Сант-Андреа |  | Площадь Кавура |  | Интерьер церкви св. Христофора |